# Săndulești (Cluj)
Săndulești [ˈsənduleʃtʲ] (veraltet Sînd oder Sind; ungarisch Szind) ist eine Gemeinde im Kreis Cluj  in der Region Siebenbürgen in Rumänien.

## Geographische Lage

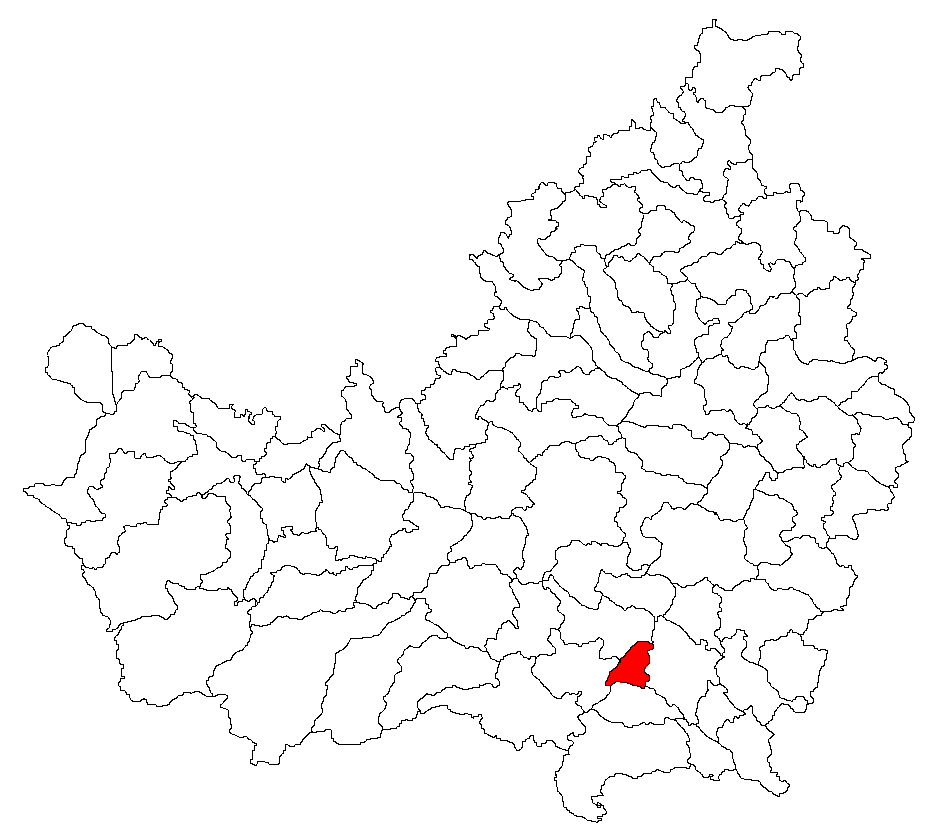
Lage der Gemeinde Săndulești im Kreis Cluj

Die Gemeinde Săndulești liegt im Westen vom Siebenbürgischen Becken nordöstlich des Trascău-Gebirges (Munții Trascăului). Am gleichnamigen Bach (Râul Săndulești) – ein linker Nebenfluss des Arieș – und an der Kreisstraße (Drum județean) DJ 103G befindet sich der Ort Săndulești sechs Kilometer westlich von der Stadt Turda (Thorenburg). Die Kreishauptstadt Cluj-Napoca (Klausenburg) liegt etwa 33 Kilometer nördlich.
Südlich des Gemeindezentrums befindet sich der See genannt Tăul Mare, ein kleinerer See Tăul Mic ist in den 1950er Jahren ausgetrocknet. Auf dem Areal der Gemeinde verläuft auch die rumänische Autobahn A3.

## Geschichte
Der Ort Săndulești wurde erstmals 1176 urkundlich erwähnt. Im Mittelalter wurde der Ort von Rumänen und Magyaren bewohnt. Die Kalksteinbrüche auf dem Gebiet des Ortes wurden auch schon von den Römern betrieben. Auf eine Besiedlung des Ortes deuten archäologische Funde, auf dem Areal von den Einheimischen Pietrele rotate genannt, bis in die Frühgeschichte, bei Piatra tăită in das 2./3. Jahrhundert vor Christus. Bei Pietrele rotate wurde ein Hügelgrab der Frühgeschichte zugeordnet.
Im Königreich Ungarn gehörte die heutige Gemeinde dem Stuhlbezirk Torda in der Gespanschaft Torda-Aranyos, anschließend dem historischen Kreis Cluj und ab 1950 dem heutigen Kreis Cluj an.

## Bevölkerung
Die Bevölkerung der Gemeinde entwickelte sich wie folgt:
| 1850 | 1.002 | 799   | 156 | – | 47            |
| 1941 | 1.887 | 1.633 | 165 | 1 | 58            |
| 1966 | 2.362 | 2.145 | 182 | 1 | 34            |
| 2002 | 1.892 | 1.790 | 81  | – | 21            |
| 2011 | 1.798 | 1.647 | 67  | – | 84 (Roma 4)   |
| 2021 | 1.944 | 1.670 | 54  | – | 220 (Roma 28) |

Seit 1850 wurde auf dem Gebiet der heutigen Gemeinde die höchste Einwohnerzahl und auch gleichzeitig die der Rumänen 1966 ermittelt. Die höchste Bevölkerungszahl der Magyaren (241) wurde 1880, die der Roma (46) 1850 und die der Rumäniendeutschen (18) 1890 registriert.

## Sehenswürdigkeiten
- Im Gemeindezentrum die unitarische Kirche im 15. Jahrhundert errichtet und die griechisch-katholische Steinkirche mit Holzturm Sf. Arhanghel Mihail și Gavriil, nach unterschiedlichen Angaben im 15. Jahrhundert[4] oder 1702 errichtet,[6] stehen unter Denkmalschutz.
- Auf dem See Tăul Mare wird Sportfischen betrieben.[7]

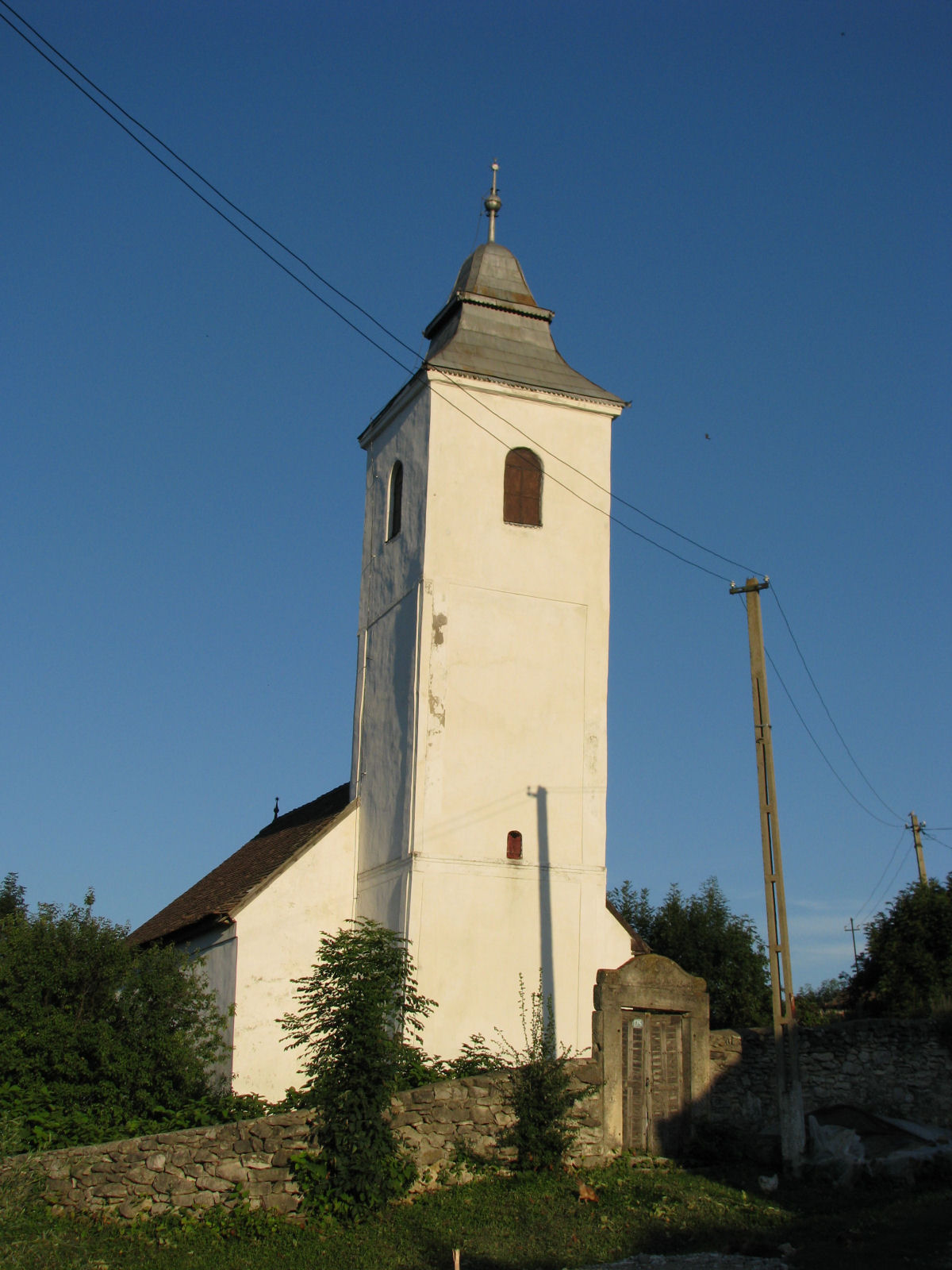
Unitarische Kirche
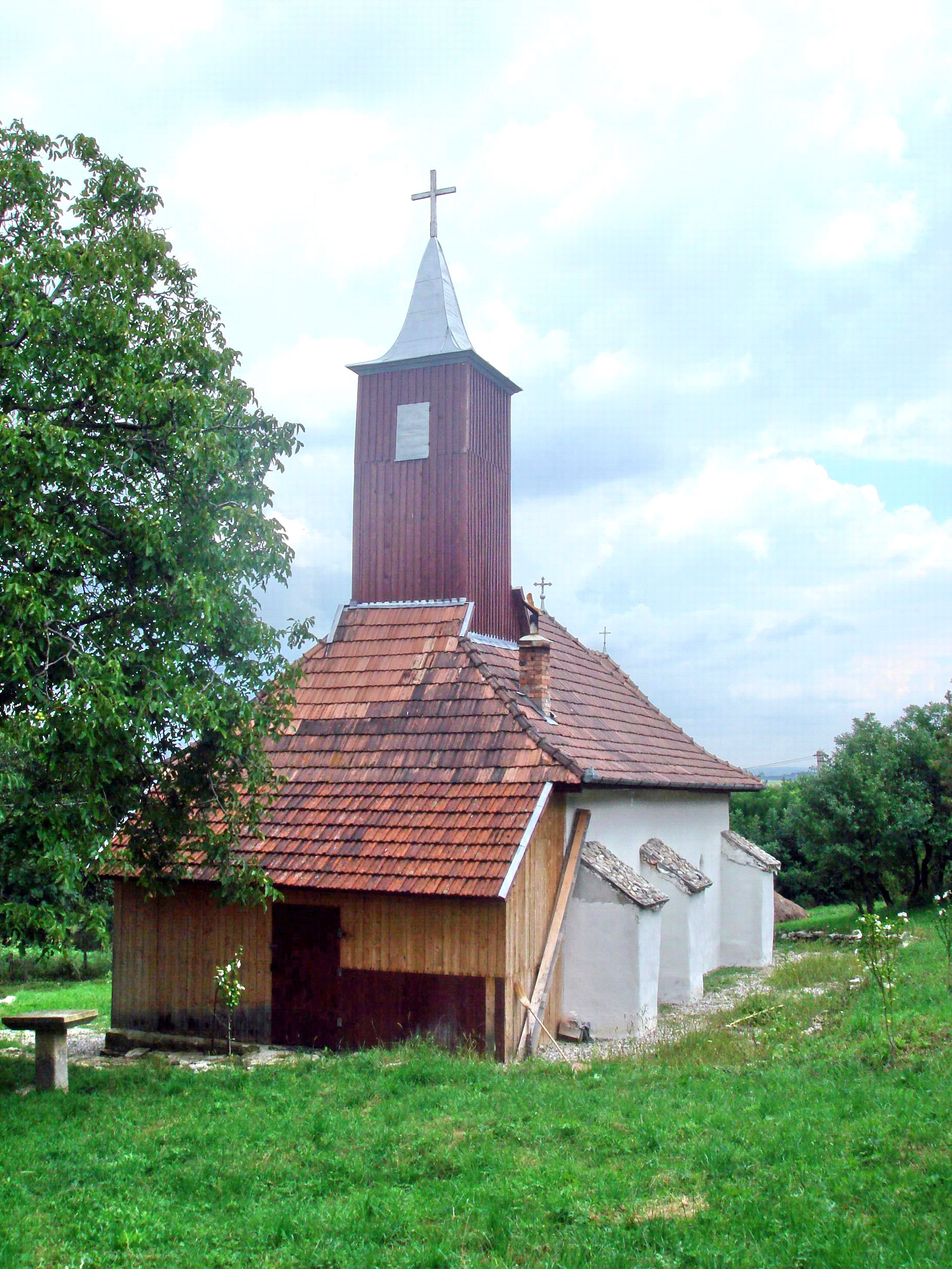
Griechisch-katholische Kirche
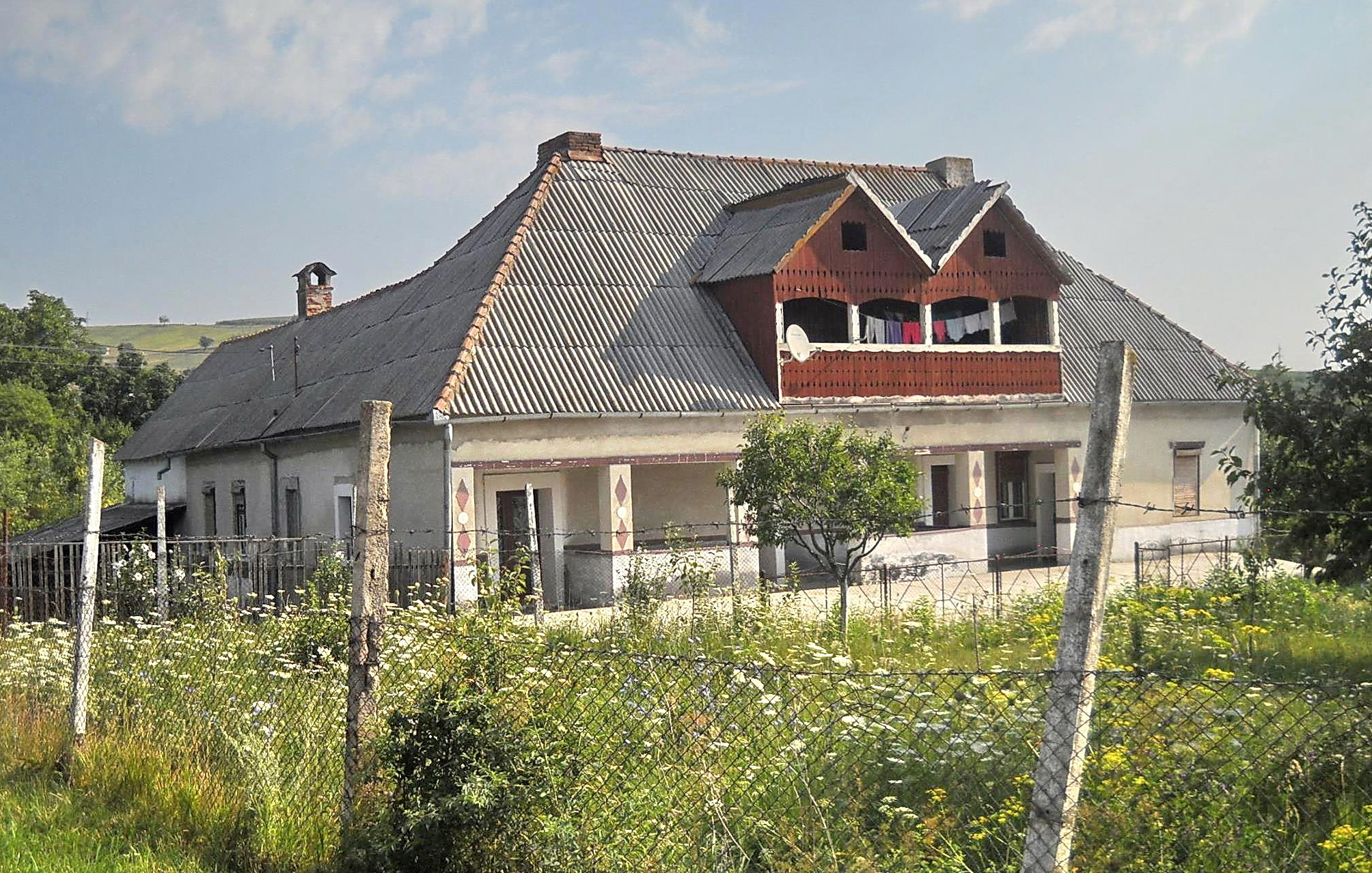
Herrenhaus Bors
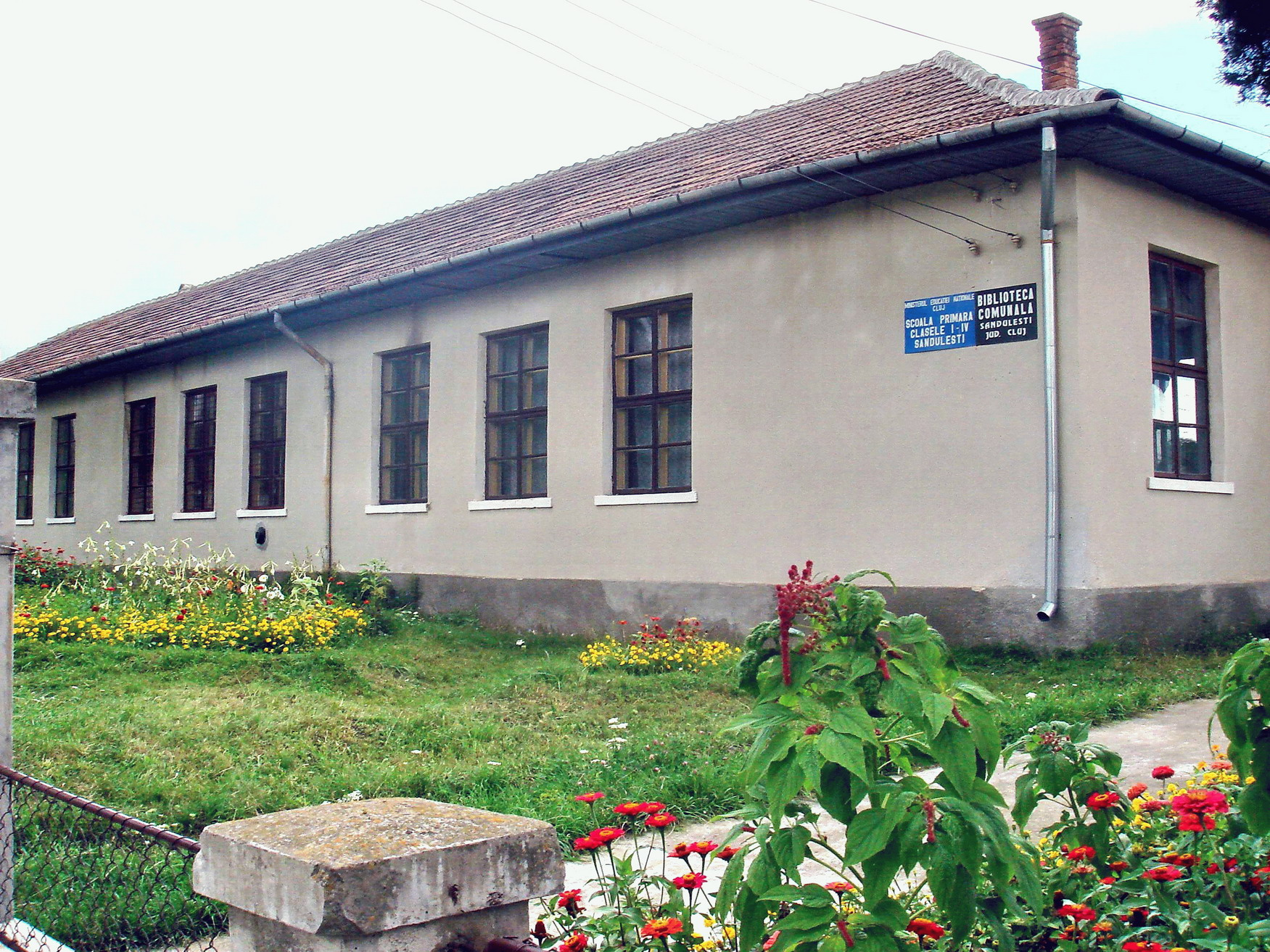
Dorfschule und -bibliothek